# Эфиопо-сомалийская пограничная война (1982)
Эфиопо-сомалийская пограничная война 1982 года — боевые действия в июне-августе 1982 года, когда сомалийские повстанцы при военной поддержке со стороны Эфиопии (численностью до 10 тысяч человек) вторглись в центральные районы Сомали и захватили ряд населённых пунктов, в том числе города Балумбале и Галдогоб. Эти боевые действия послужили катализатором начала оказания военной помощи США Сомали, что прекратило стычки.